# Perfect (Dio)
Perfect is een lied van de Nederlandse rapper Dio in samenwerking met zanger Glen Faria. Het werd in 2020 als single uitgebracht.

## Achtergrond
Perfect is geschreven door Glen Faria, Diorno Braaf, Joris Titawano, Gerson Main, Morien van der Tang, Jeremiah Jhauw en Jeyhnner Argote en geproduceerd door SirOJ, Van der Tang en Jhauw. Het is een nummer uit het genre nederhop. Het nummer is een kritieklied op de streef naar perfectie van vele mensen door sociale media en daarmee tegelijkertijd een ode aan de imperfectie. Met het lied wilden de artiesten de boodschap overbrengen dat mensen blij moeten zijn met hoe ze zijn. De videoclip is opgenomen alsof het allemaal kleine filmpjes op Instagram zijn. Er is te zien hoe het perfecte plaatje op sociale media wordt gecreëerd en daarnaast hoe imperfect de personen buiten sociale media zijn. In deze filmpjes komen onder anderen de influencers Anna Nooshin, Rianne Meijer, Gwen van Poorten en Jamie Li en een als vrouw verklede Dio voor. Het lied werd bij NPO 3FM uitgeroepen tot 3FM Megahit.

## Hitnoteringen
De artiesten hadden weinig succes met het lied in Nederland. Het had geen notering in de Single Top 100 en ook de Top 40 werd niet bereikt; het lied bleef steken op de twaalfde plaats van de Tipparade.